# Кидрон
Кидрон (ивр. קִדְרוֹן‎) — мошав в центральной части Израиля. Расположенный в долине Шфела к востоку от Гедеры, недалеко от авиабазы Тель-Ноф, он находится под юрисдикцией регионального совета Бреннера. В 2020 году его население составляло 1 607 человек.

## История
Мошав основан в 1949 году группой еврейских репатриантов из Югославии. Назван в честь Кедронской долины. Позднее к ним присоединились еврейские репатрианты из Румынии.

## Население
По данным Центрального статистического бюро Израиля, население на начало 2020 года составляло 1 607 человек.